# Alberta Santuccio
Alberta Santuccio (n. 22 octombrie 1994, Catania, Italia) este o scrimeră italiană, medaliată olimpică. A participat la o ediție a Jocurilor Olimpice (2020) în care a câștigat o medalie de aur, o medalie de argint și o medalie de bronz.